# استویان گادف
اِستویان گادِف (بلغاری: Стоян Гъдев؛ ۱۲ سپتامبر ۱۹۳۱ – ۱۱ فوریهٔ ۱۹۹۹) هنرپیشه سینما و تئاتر اهل کشور بلغارستان بود. وی بین سال‌های ۱۹۵۵ تا ۱۹۹۶ میلادی فعالیت می‌کرد.

## قسمتی از فیلمشناسی
- مثل یک ترانه- ۱۹۷۳
- زمان‌های ابدی- ۱۹۷۴
- رقص لطیف- ۱۹۷۶
- یک جیرجیرک در گوش- ۱۹۷۶
- مردمی از دوردست- ۱۹۷۷
- پادشاه برای یک روز- ۱۹۸۳